# نيكولاس مورينو (أستاذ جامعي)
نيكولاس مورينو (بالإسبانية: Nicolás Moreno)‏ هو رسام مكسيكي، ولد في 28 ديسمبر 1923 في مدينة مكسيكو في المكسيك، وتوفي في 4 فبراير 2012.